# 2000-es indianapolisi 500
A 84. alkalommal megrendezett Indianapolisi 500 mérföldes versenyt 2000. május 28-án rendezték meg.

## Futam
| Helyezés | Rajt- hely | Rajt- szám | Versenyző              | Előfutam sebesség | Előfutam helyezés | A | M | Körök száma | Élen | Kiesés oka      | Csapat                            |
| -------- | ---------- | ---------- | ---------------------- | ----------------- | ----------------- | - | - | ----------- | ---- | --------------- | --------------------------------- |
| 1        | 2          | 9          | Juan Pablo Montoya (Ú) | 223,372           | 2                 | G | O | 200         | 167  | Befutott        | Chip Ganassi Racing               |
| 2        | 16         | 91         | Buddy Lazier (GY)      | 220,480           | 19                | D | O | 200         | 0    | Befutott        | Hemelgarn Racing                  |
| 3        | 3          | 11         | Eliseo Salazar         | 223,231           | 3                 | G | O | 200         | 0    | Befutott        | A.J. Foyt Enterprises             |
| 4        | 6          | 14         | Jeff Ward              | 222,639           | 6                 | G | O | 200         | 0    | Befutott        | A.J. Foyt Enterprises             |
| 5        | 10         | 51         | Eddie Cheever (GY)     | 221,269           | 11                | D | I | 200         | 0    | Befutott        | Team Cheever                      |
| 6        | 4          | 32         | Robby Gordon           | 222,885           | 4                 | D | O | 200         | 0    | Befutott        | Team Menard                       |
| 7        | 7          | 10         | Jimmy Vasser           | 221,974           | 8                 | G | O | 199         | 5    | Befutott        | Chip Ganassi Racing               |
| 8        | 20         | 7          | Stéphane Grégoire      | 219,969           | 24                | G | O | 199         | 0    | Befutott        | Dick Simon Racing                 |
| 9        | 13         | 4          | Scott Goodyear         | 220,631           | 16                | D | O | 199         | 0    | Befutott        | Panther Racing                    |
| 10       | 5          | 8          | Scott Sharp            | 222,808           | 5                 | D | O | 198         | 0    | Befutott        | Kelley Racing                     |
| 11       | 11         | 28         | Mark Dismore           | 220,968           | 12                | D | O | 198         | 0    | Befutott        | Kelley Racing                     |
| 12       | 15         | 98         | Donnie Beechler        | 220,483           | 18                | D | O | 198         | 0    | Befutott        | Cahill Racing                     |
| 13       | 26         | 33         | Jaques Lazier (Ú)      | 220,673           | 14                | G | O | 198         | 0    | Befutott        | Truscelli Racing Team             |
| 14       | 29         | 6          | Jeret Schroeder        | 219,322           | 29                | D | O | 198         | 0    | Befutott        | Tri-Star Motorsports              |
| 15       | 31         | 41         | Billy Boat             | 218,872           | 31                | G | O | 198         | 0    | Befutott        | A.J. Foyt Enterprises             |
| 16       | 24         | 55         | Raul Boesel            | 222,112           | 7                 | G | O | 197         | 0    | Befutott        | Treadway-Vertex Cunningham Racing |
| 17       | 17         | 50         | Jason Leffler (Ú)      | 220,417           | 20                | G | O | 197         | 0    | Befutott        | Treadway Racing                   |
| 18       | 22         | 12         | Buzz Calkins           | 219,862           | 27                | D | O | 194         | 0    | Befutott        | Bradley Motorsports               |
| 19       | 27         | 23         | Steve Knapp            | 220,290           | 22                | G | I | 193         | 0    | Befutott        | Dreyer & Reinbold Racing          |
| 20       | 28         | 16         | Davey Hamilton         | 219,879           | 26                | G | I | 188         | 0    | Befutott        | TeamXtreme                        |
| 21       | 12         | 5          | Robby McGehee          | 220,660           | 15                | G | O | 187         | 2    | Befutott        | Treadway Racing                   |
| 22       | 30         | 22         | Johnny Unser           | 219,068           | 30                | G | O | 186         | 0    | Befutott        | Indy Regency Racing               |
| 23       | 8          | 92         | Stan Wattles           | 221,510           | 9                 | D | O | 172         | 0    | Motorhiba       | Hemelgarn Racing                  |
| 24       | 14         | 18         | Sam Hornish, Jr. (Ú)   | 220,495           | 17                | D | O | 153         | 0    | Baleset         | PDM Racing                        |
| 25       | 21         | 88         | Airton Daré (Ú)        | 219,969           | 25                | G | O | 126         | 0    | Motorhiba       | TeamXtreme                        |
| 26       | 9          | 24         | Robbie Buhl            | 221,357           | 10                | G | O | 99          | 0    | Motorhiba       | Dreyer & Reinbold Racing          |
| 27       | 23         | 75         | Richie Hearn           | 219,815           | 28                | D | O | 97          | 0    | Elektromos hiba | Pagan Racing                      |
| 28       | 33         | 48         | Andy Hillenburg (Ú)    | 218,286           | 33                | D | O | 91          | 0    | kerékcsapágy    | Fast Track Racing Enterprises     |
| 29       | 18         | 3          | Al Unser, Jr. (GY)     | 220,292           | 21                | G | O | 89          | 0    | túlmelegedés    | Galles Racing                     |
| 30       | 25         | 27         | Jimmy Kite             | 220,717           | 13                | G | O | 74          | 0    | Motorhiba       | Blueprint Racing                  |
| 31       | 19         | 15         | Sarah Fisher (Ú)       | 220,237           | 23                | D | O | 71          | 0    | Baleset         | Walker Racing                     |
| 32       | 32         | 90         | Lyn St. James          | 218,826           | 32                | G | O | 69          | 0    | Baleset         | Dick Simon Racing                 |
| 33       | 1          | 1          | Greg Ray               | 223,471           | 1                 | D | O | 67          | 26   | Baleset         | Team Menard                       |

Jelmagyarázat:
(GY) = korábbi Indianapolis 500 győztes (Ú) = Indianapolis 500 újonc
A alváz: D=Dallara, G=G-Force
M motor: I=Infiniti, O=Oldsmobile
Minden induló Firestone abroncsokat használt.